# Bob Gerard
Frederick Roberts "Bob" (Bobbie) Gerard (Leicester, 19 januari 1914 – South Croxton, 26 januari 1990) was een Britse Formule 1-coureur. 
Gerard reed tussen 1950 en 1957 acht Grands Prix voor de teams van ERA en Cooper.
In 1933 maakte hij zijn debuut in de autosport in een Riley 9. Gerard was gelijk succesvol, ondanks het feit dat myopie bij hem werd geconstateerd. Gerard reed in de resterende jaren voor de oorlog nog meer clubraces en had vaak succes op zijn thuisbaan Donington Park.
Gerard wist in zijn eerste Grand Prix, de Grand Prix van Groot-Brittannië van 1950 een zesde positie te behalen. Deze klassering wist hij later dat jaar bij de Grand Prix van Monaco te evenaren. Hij veroverde er echter geen punten mee en wist die tijdens zijn carrière ook niet te behalen.
In 1953 deed Gerard mee aan de 24 uur van Le Mans, maar slaagde er niet in de finish te bereiken.